# Calmira
Calmira es una interfaz que convierte la gráfica de Windows 3.1x y Windows NT 3.1/3.5x (Server) a Windows 98/95, e incluso XP. Es una interfaz (shell) de 16-bits.

## Contexto
Han salido muchas versiones de este programa, ya que está traducido en varios idiomas. Programado en Delphi, el primer desarrollador fue Li-Hsin Huang. El primer programa creado en noviembre de 1995 y se denominaba Calypso. El nombre tuvo que cambiarse porque existía un programa de correo electrónico con el mismo nombre. El primer programa con el nombre de Calmira se liberó en el año 1997.
Después de la versión 2.2 el proyecto Calmira fue dividido en dos partes, Calmira y Calmira II (liderado por Erwin Dokter). La anterior web era www.calmira.org, pero al expirar el dominio fue secuestrada por un especulador de dominios, por lo que tuvieron que cambiar el dominio a www.calmira.net y www.calmira.de.
Hasta ahora, no se han creado más versiones que Calmira II 3.33, ya que desde el año 2005 la web no tiene ninguna noticia más, además, Calmira XP 4.0 nunca salió de su versión beta, todavía muchos están esperando la versión final. Calmira XP y Calmira LFN permiten usar nombres largos (DosLfn).

## Historia

### Calmira Online II
- Calmira Online II 3.0 (noviembre de 1998)
- Calmira Online II 3.01 Bugfix (diciembre de 1998)
- Calmira Online II 3.1 Beta 1 (febrero de 2000)
- Calmira Online II 3.1 (enero de 2001)
- Calmira Online II 3.12 Bugfix (junio de 2001)
- Calmira Online II 3.2 Beta 1 (diciembre de 2001)
- Calmira Online II 3.2 (enero de 2002)
- Calmira Online II 3.3 (mayo de 2002)
- Calmira Online II 3.31 (2003)
- Calmira 3.33
- Calmira 3.34 (26 de noviembre de 2006)
- Calmira LFN 3.3 (29 de junio de 2005), Alexandre Sousa
- Calmira XP 4.0 beta (6 de marzo de 2006)
- Calmira LFN 3.31 (18 de diciembre de 2006)
- Calmira LFN 3.32 (19 de diciembre de 2006)
- Calmira Longhorn 3.6 (31 de marzo de 2008)

## Requerimientos del sistema
- Sistema Operativo: DOS 6.* (o compatible) con Microsoft Windows 3.1/3.11
- Procesador: 80386
- RAM: 4 Mb
- Disco duro: 2 Mb de espacio libre
- Ratón
- Tarjeta gráfica que permita 32.000 colores

## Noticias
- Se termina el soporte y la programación de Calmira Longhorn (19 de agosto de 2008)